# Not for You (Pearl Jam)
“Not For You” is een nummer van de Amerikaanse rockband Pearl Jam en afkomstig van het derde album van de band: Vitalogy uit 1994. In maart 1995 is het nummer als tweede single van het album vrijgegeven. De eerste single was Spin the Black Circle.
Net zoals alle andere nummers op het album is de tekst geschreven door zanger Eddie Vedder. Hij heeft over het nummer gezegd: “Ik denk dat er iets heiligs aan jeugd is. Het nummer gaat over de uitverkoop en uitbuiting van jeugd. Ik denk dat ik voelde dat ik er onderdeel van was geworden. Misschien is het daarom dat ik moeite heb met muziek op televisie of tijdschriften. Als ik een tijdschrift pak, tel ik weleens het aantal pagina’s advertenties voordat het eerste artikel verschijnt. Een, twee… soms zelfs vijftien tot twintig of meer. En achterin staan advertenties voor telefoonseks. Dus ik heb het er een beetje mee gehad. Ik wil niet de reizende show worden waarin wij optreden en anderen ondertussen onzinnige dingen gaan verkopen. Ik wil dat onze muziek helemaal niks verkoopt, en dat niemand het gebruikt. Er zitten heel veel mensen tussen de band en het publiek. Ik weet dat er mensen nodig zijn om zaken voor een liveshow te faciliteren, en ik zeg niet dat ik deze mensen niet waardeer. Maar in de laatste tien tot vijftien jaar zijn er veel veranderingen in de muziek geweest en op de een of andere manier zijn de percentages die de industrie krijgt enorm opgelopen. We willen ook geen onderdeel zijn van marketingmachines en dergelijke, maar geloof me dat we dat al zijn geworden. Dat gebeurde met het eerste album en daarom zijn we misschien waar we nu zijn, maar het was hel en ik voel me er vreselijk over en ik ga het niet nog eens doen”.
Vedder leek hiermee vooruit te lopen op de boycot van de band vanaf 1994 van concerten die door concertorganisator Ticketmaster worden georganiseerd. De band beschuldigt Ticketmaster ervan de fans onnodige kosten te laten maken en probeert tevergeefs dat de Amerikaanse overheid het bedrijf aanklaagt vanwege een monopoliepositie. In juni 1994 getuigen bandleden Stone Gossard en Jeff Ament hiervoor.
Vedder lijkt ook naar een muziekzender als MTV te verwijzen: “Er zijn mensen die denken dat de muziek van de industrie is. Dat is het niet. Het is van mij en van jou. Het hangt er vanaf wie naar de muziek luistert. En iedereen die daar tussenin zit is een distributeur. Ik denk dat een muziekzender erg machtig kan zijn. Soms denken ze dat zij degenen zijn die bepalen wat er geluisterd moet worden. Ik vind dat een gevaarlijke situatie. En wat nog gevaarlijker is, is dat ze denken dat de muziek van hen is. Daar gaat “Not For You” waarschijnlijk over”.
Met de zinsnede “Small my table, a sits just two” lijkt Vedder te verwijzen naar een artiest en een luisteraar, en de muziekindustrie past daar niet bij. De jeugd wordt door Vedder neergezet als “toegewijd, naïef en echt, maar zonder macht om iets te ondermenen”.
Not For You werd voor het eerst in maart 1994 live gespeeld en werd meer dan twintig keer live gespeeld voordat Vitalogy werd uitgebracht. Het nummer werd ook gespeeld tijdens een optreden in 1994 voor Saturday Night Live, enkele dagen nadat Kurt Cobain dood was gevonden. Het nummer is sindsdien regelmatig live gespeeld, en is op Corduroy, Better Man en Last Exit na het meestgespeelde nummer van Vitalogy.